# Definizione di opera culturale libera
La definizione di opera culturale libera è una definizione di contenuto libero proposta da Erik Möller e pubblicata sul sito freedomdefined.org, nel quale viene definita come opera o espressione che può essere liberamente studiata, utilizzata, copiata e/o modificata da chiunque, per qualsiasi scopo. La definizione distingue tra opere libere e licenze libere che possono essere usate per proteggere legalmente lo status di un'opera libera. La definizione in sé non è una licenza; è uno strumento per determinare se un'opera o licenza possa essere considerata "libera".
La prima stesura della definizione di opera culturale libera è stata pubblicata il 3 aprile 2006. Richard Stallman, Lawrence Lessig, Angela Beesley e altri hanno contribuito al progetto. Le versioni 1.0 e 1.1 sono state pubblicate in inglese e tradotte in altre lingue. La prima versione italiana risale al 28 marzo 2007.
La definizione di opera culturale libera è usata dalla Wikimedia Foundation. Nel 2008, le licenze Creative Commons CC-BY e CC-BY-SA sono state dichiarate "approvate per opere culturali libere". In seguito, Wikipedia è passata alla licenza CC-BY-SA.

## Libertà essenziali

Logo della definizione di opera culturale libera

Perché un'opera culturale venga definita libera, la licenza che la protegge deve garantire queste libertà (dette libertà essenziali) senza limitazioni:
- la libertà di usare e rappresentare l'opera: al licenziatario deve essere permesso di poter fare qualsiasi uso, privato o pubblico, dell'opera. Per le tipologie di opera dove ciò è rilevante, questa libertà deve comprendere tutti gli usi derivati ("diritti correlati") come la rappresentazione o interpretazione dell'opera. Non deve esserci alcuna eccezione riguardante, ad esempio, considerazioni politiche o religiose.
- la libertà di studiare l'opera e impiegarne le informazioni: al licenziatario deve essere permesso di esaminare l'opera e di usare la conoscenza ottenuta da essa in qualsiasi modo.
- la libertà di redistribuire copie: le copie possono essere vendute, scambiate o cedute gratuitamente, come parte di un'opera più grande, una raccolta, o indipendentemente. Non devono esserci limiti al quantitativo di informazione che può essere copiato. Non deve inoltre esserci alcun limite su chi possa copiare l'informazione o su dove l'informazione possa essere copiata.
- la libertà di distribuire un'opera derivata: al fine di dare a chiunque la possibilità di fare miglioramenti ad un'opera, la licenza non deve limitare la libertà di distribuire una versione modificata (o, per opere fisiche, un'opera in qualche modo derivata dall'originale), indipendentemente dall'intento e scopo di tali modifiche. Ad ogni modo, alcune restrizioni possono essere applicate per proteggere queste libertà essenziali o l'attribuzione degli autori.[4]

## Definire le opere culturali libere
Perché venga considerata libera, un'opera deve essere coperta da una Free Culture License, o il suo status legale deve fornire le stesse libertà essenziali elencate in precedenza. Non si tratta, comunque, di una condizione sufficiente. Infatti, un'opera specifica potrebbe essere non-libera in modi diversi dal restringere le libertà essenziali. Queste sono le condizioni addizionali perché un'opera possa essere considerata libera:
- Disponibilità dei dati di origine: quando un'opera finale è stata ottenuta attraverso la compilazione o l'elaborazione di un file di origine o di file di origine multipli, tutti i dati di origine sottostanti devono essere disponibili assieme all'opera in sé alle stesse condizioni. Questi possono essere lo spartito di una composizione musicale, i modelli usati per una scena 3D, i dati di una pubblicazione scientifica, il codice sorgente di un'applicazione per computer, o qualsiasi altra informazione di questo tipo.
- Utilizzo di un formato libero: Per i file digitali, il formato in cui l'opera viene resa disponibile non deve essere protetto da brevetti, a meno che sia data una concessione globale, illimitata e irrevocabile per fare uso della tecnologia brevettata. Mentre i formati non-liberi possono essere talvolta utilizzati per motivi pratici, una copia in formato libero deve essere disponibile perché l'opera sia considerata libera.
- Nessuna restrizione tecnica: L'opera deve essere disponibile in una forma in cui nessuna misura tecnica viene usata per limitare le libertà precedentemente elencate.
- Nessun'altra restrizione o limitazione: L'opera stessa non deve essere coperta da restrizioni legali (brevetti, contratti, ecc.) o limitazioni (come diritti di riservatezza) che ostacolerebbero le libertà precedentemente elencate. Un'opera può fare uso di esistenti esenzioni legali al copyright (allo scopo di citare opere protette da copyright), anche se solo le parti di opera che sono libere senza ambiguità costituiscono un'opera libera.

In altre parole, ogni volta che l'utilizzatore di un'opera non può esercitare legalmente o praticamente le sue libertà basilari, l'opera non può essere considerata e non deve essere chiamata "libera".

## Licenze approvate
- Against DRM
- Design Science License
- FreeBSD Documentation License
- GNU Free Documentation License
- GNU General Public License
- Licence Art Libre
- Lizenz für Freie Inhalte
- Licenze stile-BSD non copyleft
- Licenze Creative Commons (soltanto CC-BY e CC-BY-SA)
- Licenza MirOS
- Licenza MIT